# Trevor Ariza
Trevor Anthony Ariza (Miami, 30. lipnja 1985.) američki je profesionalni košarkaš. Igra na poziciji niskog krila, a trenutačno je član NBA momčadi Sacramento Kingsa. Izabran je u 2. krugu (43. ukupno) NBA drafta 2004. od strane New York Knicksa.

## Srednja škola i sveučilište
Ariza je pohađao srednju školu "Westchester High School" u Los Angelesu, gdje je u trećoj godini igrao zajedno s budućim NBA igračima Hassanom Adamsom, Brandonom Heathom, Bobby Brownom, i Gabrielom Pruittom odveo Cometse do naslova kalifornijskog državnog prvaka. Nakon jedne sezone provedene na sveučilištu UCLA, Ariza se odlučio prijaviti na draft. 

## NBA
Izabran je kao 43. izbor NBA drafta 2004. od strane New York Knicksa. Svoju profesionalnu karijeru započeo je ulazeći s klupe i postao je drugim najmlađim rookiem koji je zaigrao za Knickse. Tijekom prve sezone dobio je veliko povjerenje tadašnjeg trenera Larryja Browna i kasnije je postao i članom prve petorke. Međutim, na NBA draftu 2005. Knicksi su izabrali Davida Leeja, koji je zauzeo njegovo mjesto i Ariza se preselio ponovno na klupu. 22. veljače 2006., Ariza je zajedno s Pennyjem Hardawayom mijenjan u Orlando Magic za Stevea Francisa.
20. studenog 2007., Ariza je mijenjan u Los Angeles Lakerse za Briana Cooka i Mauricea Evansa. U siječnju 2008. na treningu Lakersa slomio je kost u desnom stopalu, ali se na parkete vratio u svibnju u drugoj utakmici finala Zapadne konferencije protiv San Antonio Spursa. Ariza je u utakmici protiv Portland Trail Blazersa napustio igru nakon teškog prekršaja tijekom treće četvrtine, kada je prilikom kontranapada Blazersa gurnuo s leđa Rudy Fernándeza. Rudy je teško pao na pod i odveden je u bolnicu na pretrage. 
Tijekom sezone 2008./09., Ariza je postao članom prve petorke Lakersa. 15. ožujka 2009., Ariza je protiv Dallas Mavericksa postigao učinak karijere od 26 poena uz 3 skoka, 2 asistencije i 3 ukradene lopte. U prvoj utakmici prvog kruga doigravanja Zapadne konferencije protiv Utah Jazza, Ariza je ubacio 21 poen, 4 skoka i 2 asistencije. 
4. srpnja 2009. Ariza je potpisao petogdišnji ugovor vrijedan 32 milijuna dolara za Houston Rocketse.

## NBA statistika

### Regularni dio
| Godina    | Klub        | Odig. uta. | Uta. poč. | Min. | 2P%  | 3P%  | Sl. bac.% | Skok. | Asist. | Ukr. lop. | Blok. | Poena |
| --------- | ----------- | ---------- | --------- | ---- | ---- | ---- | --------- | ----- | ------ | --------- | ----- | ----- |
| 2004./05. | New York    | 80         | 12        | 17.3 | .442 | .231 | .695      | 3.0   | 1.1    | .9        | .2    | 5.9   |
| 2005./06. | New York    | 36         | 10        | 19.7 | .418 | .333 | .545      | 3.8   | 1.3    | 1.2       | .2    | 4.6   |
| 2005./06. | Orlando     | 21         | 0         | 13.8 | .400 | .000 | .700      | 3.9   | .7     | .7        | .1    | 4.7   |
| 2006./07. | Orlando     | 57         | 7         | 22.4 | .539 | .000 | .620      | 4.4   | 1.1    | 1.0       | .3    | 8.9   |
| 2007./08. | Orlando     | 11         | 0         | 10.5 | .452 | .000 | .533      | 2.2   | .7     | .4        | .3    | 3.3   |
| 2007./08. | L.A. Lakers | 24         | 3         | 18.0 | .524 | .333 | .683      | 3.5   | 1.5    | 1.1       | .3    | 6.5   |
| 2008./09. | L.A. Lakers | 82         | 20        | 24.4 | .460 | .319 | .710      | 4.3   | 1.8    | 1.7       | .3    | 8.9   |
| Ukupno    |             | 311        | 52        | 20.0 | .470 | .299 | .661      | 3.8   | 1.3    | 1.1       | .2    | 6.9   |

### Doigravanje
| Godina    | Klub        | Odig. uta. | Uta. poč. | Min. | 2P%  | 3P%  | Sl. bac.% | Skok. | Asist. | Ukr. lop. | Blok. | Poena |
| --------- | ----------- | ---------- | --------- | ---- | ---- | ---- | --------- | ----- | ------ | --------- | ----- | ----- |
| 2006./07. | Orlando     | 4          | 0         | 11.8 | .313 | .000 | .250      | 2.3   | 1.3    | .2        | .0    | 2.8   |
| 2007./08. | L.A. Lakers | 8          | 0         | 5.6  | .583 | .250 | .500      | 1.4   | .1     | .1        | .1    | 2.1   |
| Ukupno    |             | 12         | 0         | 7.8  | .429 | .250 | .375      | 1.7   | .5     | .2        | .1    | 2.3   |

## Vanjske poveznice
- Profil na NBA.com
- Profil  Arhivirana inačica izvorne stranice od 5. ožujka 2010. (Wayback Machine) na Basketball-Reference.com